# Сканторп
Сканторп (енгл. Scunthorpe) је град у Уједињеном Краљевству у Енглеској. Према процени из 2007. у граду је живело 72.251 становника.

## Становништво
Према процени, у граду је 2008. живело 72.251 становника.
| 1981.  | 1991.  | 2001.  |
| ------ | ------ | ------ |
| 79.043 | 75.982 | 72.660 |

## Партнерски градови
- Линебург
- Кламар